# Daphnopsis monocephala
Daphnopsis monocephala är en tibastväxtart som beskrevs av Donn. Smith. Daphnopsis monocephala ingår i släktet Daphnopsis och familjen tibastväxter. Inga underarter finns listade i Catalogue of Life.